# Globba corneri
Globba corneri är en enhjärtbladig växtart som beskrevs av A.A.Weber. Globba corneri ingår i släktet Globba och familjen Zingiberaceae. Inga underarter finns listade i Catalogue of Life.